# Gauge
Gauge (с англ. — «Калибр») — американская постхардкор-группа из северо-западного пригорода Чикаго, штат Иллинойс.
Группа Gauge образовалась в начале 1991 года. Ранее ее участники играли в группах Ivy League и Target. Высоко ценимые на северо-западной пригородной панк-сцене Чикаго, Gauge вдохновляли и выступали с другими группами из того же района, такими как Cap'n Jazz, Friction и Braid. Группа Gauge выпустила свой первый полноформатный альбом Soothe к концу 1992 года. После выпуска второго альбома в 1994 году под названием Fire Tongue Burning Stomach они объявили о своем распаде. Посмертный 10-дюймовый альбом был выпущен в 1995 году, сделав доступными последние записи группы.
За свою карьеру Gauge отыграли 150 концертов. Их последний концерт состоялся 6 октября 1994 года в The Moose Lodge в Маунт-Проспекте, штат Иллинойс, с Cap’n Jazz и Tetsuo. Участники Gauge продолжили выступать в группах Sky Corvair, Euphone, Five Style, Sweater Weather, Haymarket Riot, Traluma, Radio Flyer, Heroic Doses, Ambulette и Rollo Tomasi, а также работали с Joan of Arc, Owls и Noyes.

## Дискография
| Название                        | Год  | Лейбл                 | Детали |
| ------------------------------- | ---- | --------------------- | --- |
| Demo                            | 1991 | Self Released         | 6 song tape (300 made) |
| Gauge (self titled free record) | 1991 | A Ray Kolenko Release | 2 song 7" (100 pressed), given away free by Ray Kolenko at a show at Sir Donald's in Downer's Grove, IL.                                                 |
| Blank                           | 1992 | Shakefork Records     | 4 song 7" (700 pressed) |
| Soothe                          | 1992 | THD/Radius            | 11 song LP/CD (1100 LP & 1500 CD made) |
| Swing                           | 1993 | Underdog Records      | 2 song 7" (1500 pressed) |
| Fire Tongue Burning Stomach     | 1994 | Underdog Records      | 10/12 song LP/CD (1000 LP & 1000 CD made) |
| 43                              | 1995 | Actionboy             | 6 song 10" |
| I                               | 2000 | Tree Records          | 23 song CD (First half of Gauge discography) |
| Mints                           | 2010 | Shakefork Records     | 2 song 7" includes a download code for 2 additional tracks. Given away with entry to Gauge's March 6, 2010 reunion show at the Bottom Lounge in Chicago. |
| II                              | 2010 | Shakefork Records     | 21 song digital download (Second half of Gauge discography)                                                                                              |